# 高志インテック
株式会社高志インテック（こうしインテック）は、株式会社インテックの子会社であり北陸地方を営業エリアとするソフトウェア開発、電算室運営管理業務を行っている企業（株式会社）である。

## 沿革
- 1975年10月 - 株式会社日本インテック技研設立
- 1979年6月 - 株式会社北陸インテック技研設立
- 1996年7月 - 株式会社西日本インテック技研設立
- 2000年
  - 1月 - 株式会社日本インテック技研は株式会社西日本インテック技研、株式会社北陸インテック技研と3社対等合併
  - 4月 - 株式会社 インテック ソリューション パワーに商号変更
- 2005年
  - 1月 - グループ再編により、株式会社インテックの完全子会社になる
  - 7月 - 株式会社 インテック ソリューション パワー（北陸本部）分社化により株式会社高志インテック設立
- 2007年
  - 7月 - 株式会社 アイ・ユー・ケイより北陸本部の全ての事業（ユースウェア事業、マルチベンダー事業等）を取得
  - 11月- 株式会社インテックリースの解散・清算に伴い、インテックリースが保有する情報・通信機器関連のリース事業を譲受
- 2011年1月- 株式会社ヒューマを吸収合併